# Corallium tricolor
Corallium tricolor is een zachte koraalsoort uit de familie Coralliidae. De koraalsoort komt uit het geslacht Corallium. Corallium tricolor werd in 1899 voor het eerst wetenschappelijk beschreven door Johnson. 